# Jeder Rappen zählt
Jeder Rappen zählt (JRZ) ist eine Spendenaktion von Schweizer Radio und Fernsehen (SRF) und der Glückskette. Sie basiert auf dem niederländischen Original Serious Request und wurde im Dezember 2009 zum ersten Mal durchgeführt.

## Geschichte
In den Jahren von 2009 bis 2012 sowie 2014 bis 2018 zogen sich jeweils drei bekannte Schweizer Radiomoderatoren für sechs Tage in ein Glashaus zurück. Aus dieser «Glasbox» sendeten sie sechs Tage lang rund um die Uhr ein Radioprogramm und verzichteten währenddessen auf feste Nahrung. Das Radioprogramm von Jeder Rappen zählt wird jeweils auf Radio SRF 3 gesendet.
Passanten konnten die Glasbox besuchen und ihre Spende vor Ort abgeben oder auch per Telefon oder per Einzahlung spenden. Während der Woche werden verschiedene Aktionen durchgeführt. So können sich Radiohörer gegen eine Spende einen Musiktitel wünschen und so das Musikprogramm mitgestalten oder per SMS kostenpflichtige Grussbotschaften senden, die dann als Lauftext über den Bildschirm gehen. Vor und während der Aktion finden im Internet zahlreiche Auktionen statt, deren Erlöse gespendet werden.
Das ursprüngliche Konzept wurde 2013 geändert: Die ersten zwei Tage sendete SRF 3 aus dem Studio in Zürich, danach ging JRZ auf Tour, ohne Glasbox. 2014 kehrte man wieder zum etablierten Konzept mit Glasbox zurück.

## Tabellarische Übersicht
| Jahr | Zeitraum   | Stadt                            | Platz                                                            | Moderatoren                                                   | Spendenmotto/Zweck                           | Spendensumme  | Spendensumme "Ende" (Glückskette) |
| ---- | ---------- | -------------------------------- | ---------------------------------------------------------------- | ------------------------------------------------------------- | -------------------------------------------- | ------------- | --------------------------------- |
| 2009 | 14.–19.12. | Bern                             | Bundesplatz                                                      | Mario Torriani, Nik Hartmann, Judith Wernli                   | Malaria                                      | CHF 9'200'000 | CHF 9'348'113                     |
| 2010 | 13.–18.12. | Bern                             | Bundesplatz                                                      | Tom Gisler, Nik Hartmann, Anic Lautenschlager                 | Kinder in Konfliktgebieten                   | CHF 8'996'326 | CHF 11'526'209                    |
| 2011 | 12.–17.12. | Luzern                           | Europaplatz                                                      | Nik Hartmann, Anic Lautenschlager, Kathrin Hönegger           | «Mütter in Not»                              | CHF 6'295'846 | CHF 7'310'224                     |
| 2012 | 17.–22.12. | Luzern                           | Europaplatz                                                      | Nik Hartmann, Kathrin Hönegger, Franziska von Grünigen        | «Jeder Tropfen hilft»: Zugang zu Trinkwasser | CHF 7'243'703 | CHF 7'502'827                     |
| 2013 | 16.–20.12. | Zürich, Basel, Aarau, St. Gallen | Münsterplatz (Basel); Bahnhofplatz Aarau; Blumenplatz St. Gallen | Mario Torriani, Judith Wernli, Kathrin Hönegger, Nik Hartmann | «Für Kinder in Slums»                        | CHF 2‘174‘874 | CHF 3'234'489                     |
| 2014 | 17.–23.12. | Luzern                           | Europaplatz                                                      | Nik Hartmann, Philippe Gerber, Tina Nägeli                    | «Für Familien auf der Flucht»                | CHF 6'127'335 | CHF 7'018'137                     |
| 2015 | 10.–16.12. | Bern                             | Bundesplatz                                                      | Nik Hartmann, Michel Birri, Anic Lautenschlager               | «Gemeinsam für Jugendliche in Not»           | CHF 4'109'635 | CHF 4'233'026                     |
| 2016 | 18.–23.12. | Luzern                           | Europaplatz                                                      | Stefan Büsser, Rosanna Grüter, Fabio Nay, Tina Nägeli         | «Hilfe für Kinder allein auf der Flucht»     | CHF 6’162’076 | CHF 6’724’991                     |
| 2017 | 15.–21.12. | Luzern                           | Europaplatz                                                      | Stefan Büsser, Fabio Nay, Tina Nägeli                         | «Bildung – Eine Chance für Kinder in Not»    | CHF 5'093'456 | CHF 4'861'422                     |
| 2018 | 15.–21.12. | Luzern                           | Europaplatz                                                      | Anic Lautenschlager, Judith Wernli, Nik Hartmann              | «Ein Dach über dem Kopf»                     | CHF 5'706'310 | CHF 6'311'317                     |

## 2009
Vom 14. bis zum 19. Dezember 2009 wurde die Spendenaktion zum ersten Mal durchgeführt. Insgesamt wurden 9,2 Millionen Schweizer Franken für den Kampf gegen Malaria gesammelt. Das Moderationsteam bestand aus Mario Torriani, Nik Hartmann und Judith Wernli. Reto Scherrer wurde für das Fernsehen als Aussenmoderator eingesetzt. Das Projekt startete am Morgen des 14. Dezember und wurde durch Bundespräsident Hans-Rudolf Merz eröffnet. Während der Woche besuchten viele prominente Persönlichkeiten, wie zum Beispiel Emil Steinberger, Gilbert Gress, Gölä, Polo Hofer, Eveline Widmer-Schlumpf und Dieter Meier die Aktion. Zudem fanden sogenannte «Kopfhörer-Konzerte» statt. Interpreten wie Marit Larsen oder The Baseballs traten dabei in der Glasbox auf. Diese Konzerte wurden live auf Kopfhörer übertragen, welche man für 20 Franken mieten konnte. Auch dieser Erlös wurde gespendet.
Die Prominenten stellten sich für zahlreiche Auktionen zur Verfügung. So versteigerte Fussballtrainer Gilbert Gress seine Ersatzbrille, Dieter Meier seinen ersten Golfschläger, Emil Steinberger ein altes Manuskript, Sportreporter Bernard Thurnheer eine persönliche Combox-Ansage, Aussenministerin Micheline Calmy-Rey eine Nacht in einer Schweizer Botschaft und TV-Moderator Kurt Aeschbacher einen Platz als Talkgast in seiner Sendung Aeschbacher. Diese Sendung wurde dann live aus der Glasbox gesendet. Der Platz wurde für 15'000 Schweizer Franken ersteigert. Jeden Abend verkauften prominente Persönlichkeiten Rosen in der Berner Innenstadt, wobei der Käufer den Preis selbst bestimmen konnte. Auch dieser Erlös kam der Aktion zugute. Die ganze Woche ereigneten sich immer wieder kleine Highlights wie z. B. Flavia aus Zürich ihrem Freund Marcel in der Box einen Heiratsantrag machte, den alle live im Radio mitverfolgen konnten. Der Auszug der Moderatoren wurde am Samstagabend live in der Sendung Happy Day auf SF 1, in welcher ebenfalls gesammelt wurde, übertragen.

## 2010
Vom 13. bis zum 18. Dezember 2010 wurde das Projekt auf dem Berner Bundesplatz zum zweiten Mal durchgeführt. Insgesamt wurden 8'996'326 Schweizer Franken für den Kampf gegen Kinder im Krieg gesammelt. Als Moderatoren waren Tom Gisler, Nik Hartmann und Anic Lautenschlager in der Glasbox tätig. Judith Wernli blieb dem Projekt als Aussenreporterin und Botschafterin erhalten. Reto Scherrer und Rebecca Villiger wurden dieses Jahr als Aussenmoderatoren eingesetzt. Mario Torriani begleitete das Projekt aus dem Kongo, von wo er mehrmals täglich über die aktuelle Situation und lokale Hilfsprojekte berichtete. Im Vorfeld besuchten die Moderatoren auch dieses Jahr Gebiete, in welchen heute noch Kinder als Soldaten im Krieg eingesetzt werden. Auch 2010 wurden wieder verschiedene Auktionen durchgeführt. Als Beitrag der SBB konnte man am 14. Dezember 2010 mit dem Roten Doppelpfeil durch die Schweiz fahren und für jeden gefahrenen Kilometer einen Franken bezahlen.
Auch die Swisscom beteiligte sich aktiv am Projekt. Sie sammelte in der ganzen Schweiz alte Mobiltelefone ein, welche in Entwicklungsländer weiterverkauft werden. Auch dieser Erlös kam der Aktion zugute. Zudem stellte die Swisscom alle Telefonleitungen, welche mit dem Projekt zusammenhingen, kostenlos zur Verfügung. Auf dem Bundesplatz finden auch 2010 wieder Kopfhörerkonzerte statt. 2010 traten neben Bands auch Comedians und DJs auf.
Besonderheiten
- Der ägyptische Investor Samih Sawiris versprach via Telefon, den am Ende der Woche entstandene Spendenbetrag um 20 Prozent zu erhöhen.
- Am Mittwochnachmittag sang Pop-Sänger Baschi mit mehreren hundert Passanten auf dem Berner Bundesplatz seine JRZ-Hymne.

## 2011
Vom 12. bis 17. Dezember wurde die Spendenaktion Jeder Rappen zählt zum dritten Mal durchgeführt. Diesmal auf dem Europaplatz in Luzern. Nik Hartmann und Anic Lautenschlager moderierten auch in diesem Jahr sechs Tage lang aus der Glasbox. Neu hinzu kam Kathrin Hönegger. Das Spendenmotto hiess Mütter in Not.
Total wurden CHF 6'295'846 gesammelt.

## 2012
Vom 17. bis 22. Dezember fand die Spendenaktion ein weiteres Mal auf dem Europaplatz in Luzern statt. Das Moderationsteam bestand aus den Vorgängern Nik Hartmann und Kathrin Hönegger und neu hinzu kam Franziska von Grünigen. Das Spendenmotto hiess Jeder Tropfen hilft, bei dem der Trinkwassermangel in anderen Ländern thematisiert wurde. Total wurden Fr. 6'712'839.- gespendet, wobei ein Finanzunternehmer und seine Familie allein 1 Million Schweizer Franken dazu beitrugen.

## 2013
Vom 16. bis 20. Dezember sammelte JRZ wieder Spenden, dieses Mal für Kinder, welche in Slums leben. Die ersten Tage sendete JRZ aus dem Radiostudio in Zürich, danach reiste «Jeder Rappen zählt» quer durch die Deutschschweiz. Dabei machte JRZ Halt in Zürich, Basel, Aarau und St. Gallen.

## 2014

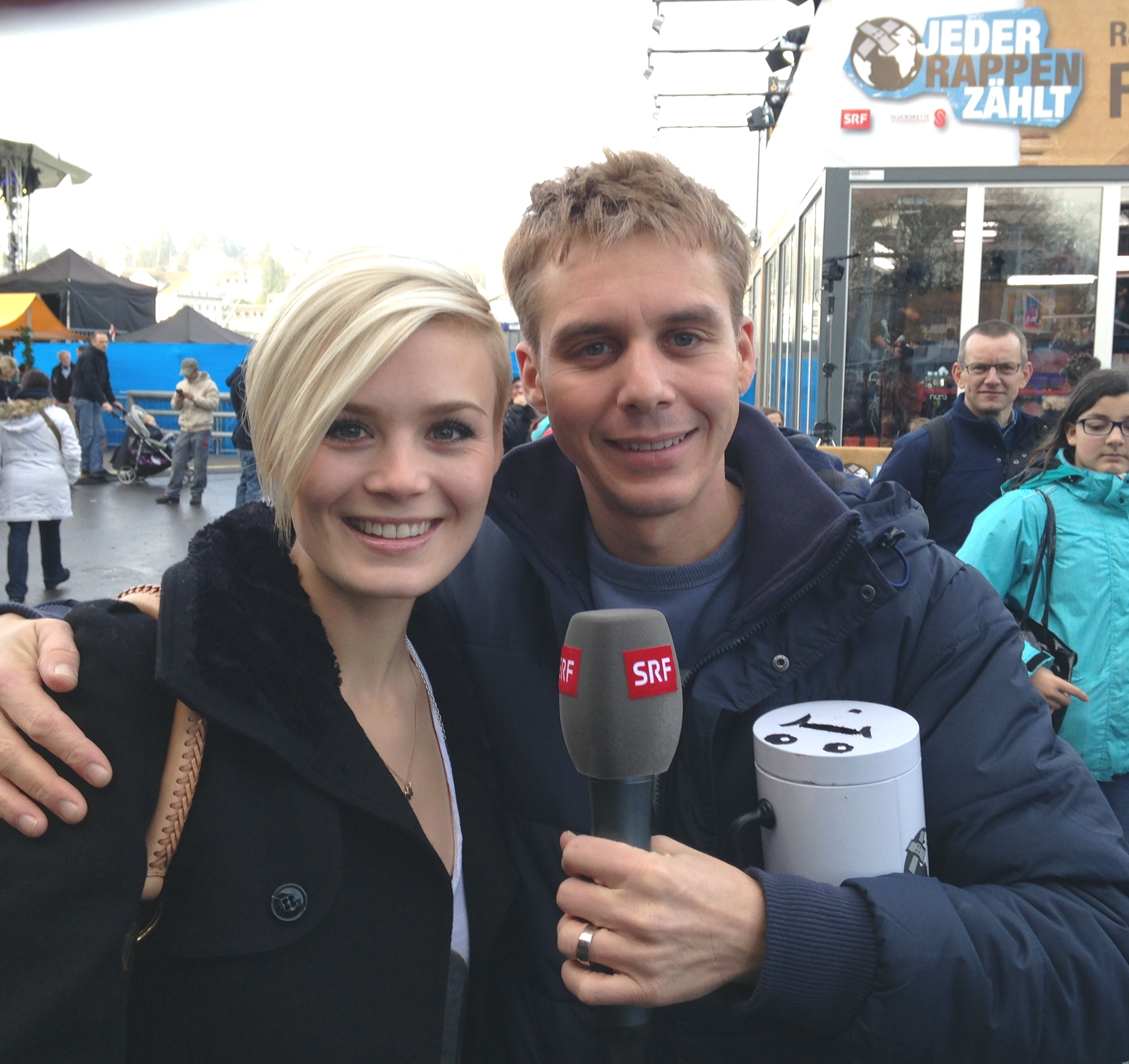
Dominique Rinderknecht und Reto Scherrer bei JRZ 2014

Vom 17. bis 23. Dezember wurde die Spendenaktion Jeder Rappen zählt zum sechsten Mal durchgeführt. Diesmal war sie wieder auf dem Europaplatz in Luzern. Nik Hartmann gehörte wieder zum Moderationsteam und neu hinzu kamen Philippe Gerber sowie Tina Nägeli. Das Spendenmotto hiess «Für Familien auf der Flucht».

## 2015
Vom 10. bis 16. Dezember wurde Jeder Rappen zählt zum siebten Mal in Folge durchgeführt, diesmal zurück auf dem Bundesplatz in Bern. Das Moderationsteam bestand aus den Vorgängern Nik Hartmann und Anic Lautenschlager und Michel Birri, der das erste Mal dabei war. Das Spendenmotto hiess «Gemeinsam für Jugendliche in Not».

## 2016
Vom 18. bis 23. Dezember wurde die Spendenaktion Jeder Rappen zählt zum achten Mal in Folge durchgeführt. Diesmal wieder auf dem Europaplatz in Luzern. Das Moderationsteam wurde dieses Jahr neu besetzt, es bestand aus Rosanna Grüter, Fabio Nay und Stefan Büsser. Das Spendenmotto hiess «Hilfe für Kinder allein auf der Flucht».
Besonderheiten
- Zum ersten Mal in der Geschichte von Jeder Rappen zählt musste eine Moderatorin ausgewechselt werden. Rosanna Grüter verlor wegen einer Stimmbandentzündung ihre Stimme und wurde am Mittwoch Abend durch Tina Nägeli ersetzt.[10]

## 2017
Vom 15. bis 21. Dezember wurde die Spendenaktion Jeder Rappen zählt zum neunten Mal in Folge durchgeführt. Die Glasbox bewohnten in diesem Jahr die Radio SRF 3-Moderatoren Tina Nägeli, Stefan Büsser und Fabio Nay. Er und Stefan Büsser waren zum zweiten, Tina Nägeli zum dritten Mal dabei. Das Spendenmotto hiess: «Bildung – Eine Chance für Kinder in Not».

## 2018
Vom 15. bis 21. Dezember wurde die Spendenaktion Jeder Rappen zählt zum zehnten Mal in Folge durchgeführt. Im Jubiläumsjahr zogen die drei bekannten SRF 3-Moderatoren Anic Lautenschlager, Judith Wernli und Nik Hartmann in die Glasbox. Für Anic Lautenschlager war es das vierte Mal, für Judith Wernli das zweite Mal und für Nik Hartmann das siebte Mal. Das Spendenmotto hiess: «Ein Dach über dem Kopf». Es war die letzte Ausgabe in dieser Form.

## Offizielle Hymnen

### 2009
Eigens für das Spendenprojekt wurde 2009 eine Hymne mit dem gleichnamigen Titel auf Mundart «Jede Rappe zellt» komponiert. Komponist ist Lovebugs-Sänger Adrian Sieber, der zusammen mit Rapper Greis, Muriel Rhyner und Sad das Lied produzierte. Der Erlös aus dem Lied wurde gespendet. Ziel war es, dank den Downloads das Lied an die Spitze der Schweizer Hitparade zu bringen. Die Hymne schaffte es schlussendlich nur auf Platz 46. Auch Sänger Ritschi komponierte mit «Es geit üs alli a» («Es geht uns alle an») ein Lied für die Aktion.

### 2010
Die Hymne des Projektes im Jahr 2010 hiess «Chinder im Chrieg» («Kinder im Krieg») und wird von Baschi gesungen. Das Lied wurde im November 2010 zusammen mit einem Kinderchor aus Baschis Heimatgemeinde Gelterkinden aufgenommen und veröffentlicht.
Das Lied befand sich vier Wochen lang in der Schweizer Hitparade. Die höchste Platzierung war der 24. Rang.

### 2011
Adrian Stern komponierte mit seinem Lied «Mueter» («Mutter») die JRZ-Hymne 2011.

### 2012
Für das Motto Jeder Tropfen hilft komponierte der Fribourger Musiker Gustav die Hymne 100 milles gouttes d’eau (dt.: 100 Tausend Tropfen Wasser). Das Lied wurde zuvor mit einem Kinderchor aus Düdingen FR aufgenommen und auf dem offiziellen JRZ-Sampler veröffentlicht.

### 2014
Bastian Baker komponierte mit seinem Lied «Leaving Tomorrow» die JRZ-Hymne 2014.

### 2015
Mit «Streets Of My Hometown» lieferte Pegasus die JRZ-Hymne 2015.

### 2016
Der Song zu «Jeder Rappen zählt» 2016 stammt von Anna Känzig und heisst «Lion's Heart».

### 2017
Die «SRF 3 Best Talent» Jahressieger 2014 Yokko liefern mit «Dreamer» den Song für die Spendenaktion.

### 2018
Zum Jubiläum haben sich die «JRZ Allstars» (Stefan Buck von Hecht, Anna Känzig, Baschi, Marc Sway, Ritschi, Adrian Stern, Dabu von Dabu Fantastic, Seven und Gustav) zusammengetan und den von Seven und Philipp Schweidler geschriebenen Song «Jede Rappe zellt» eingespielt.

## Kritik
Jeder Rappen zählt steht jedoch vermehrt in Kritik, einerseits von Hilfswerken, welche darauf hinweisen, dass die Aktion grösstenteils nicht neue Spenden generiere, sondern eine Umverteilung von Spenden bewirke und dadurch anderen Hilfsprojekten Geld entziehe. Somit stehe die Aktion in Konkurrenz zu anderen Hilfswerken und könne durch die umfassende Berichterstattung eine sehr grosse Wirkung entfalten. Andererseits wird auch Kritik an der Machart sowie an der aggressiven Art der Aktion, um Personen zu Spenden zu bewegen, geäussert. 
Im Jahr 2013 wurde Jeder Rappen zählt kritisiert, weil die Glasbox aus dem Programm gestrichen worden war.

## Die Spendenaktion weltweit
Auch in anderen Ländern wurde die Aktion schon durchgeführt:
| Land oder Kontinent | Name                | Sender         |
| ------------------- | ------------------- | -------------- |
| Niederlande         | Serious Request     | 3FM            |
| Belgien             | Music For Life      | Studio Brüssel |
| Belgien             | Viva For Life       | VivaCitél      |
| Schweden            | Musikhjälpen        | P3             |
| Afrika              | Serious Request     | Ghetto Radio   |
| Österreich          | Ö3-Weihnachtswunder | Hitradio Ö3    |